# Tocina (kommunhuvudort)
Tocina är en kommunhuvudort i Spanien.   Den ligger i provinsen Provincia de Sevilla och regionen Andalusien, i den sydvästra delen av landet, 400 km sydväst om huvudstaden Madrid. Tocina ligger 29 meter över havet och antalet invånare är 9 067.
Terrängen runt Tocina är platt.Runt Tocina är det ganska glesbefolkat, med 27 invånare per kvadratkilometer. Närmaste större samhälle är Carmona, 17,1 km sydost om Tocina. Trakten runt Tocina består till största delen av jordbruksmark.